# Christopher Hill (Bischof)

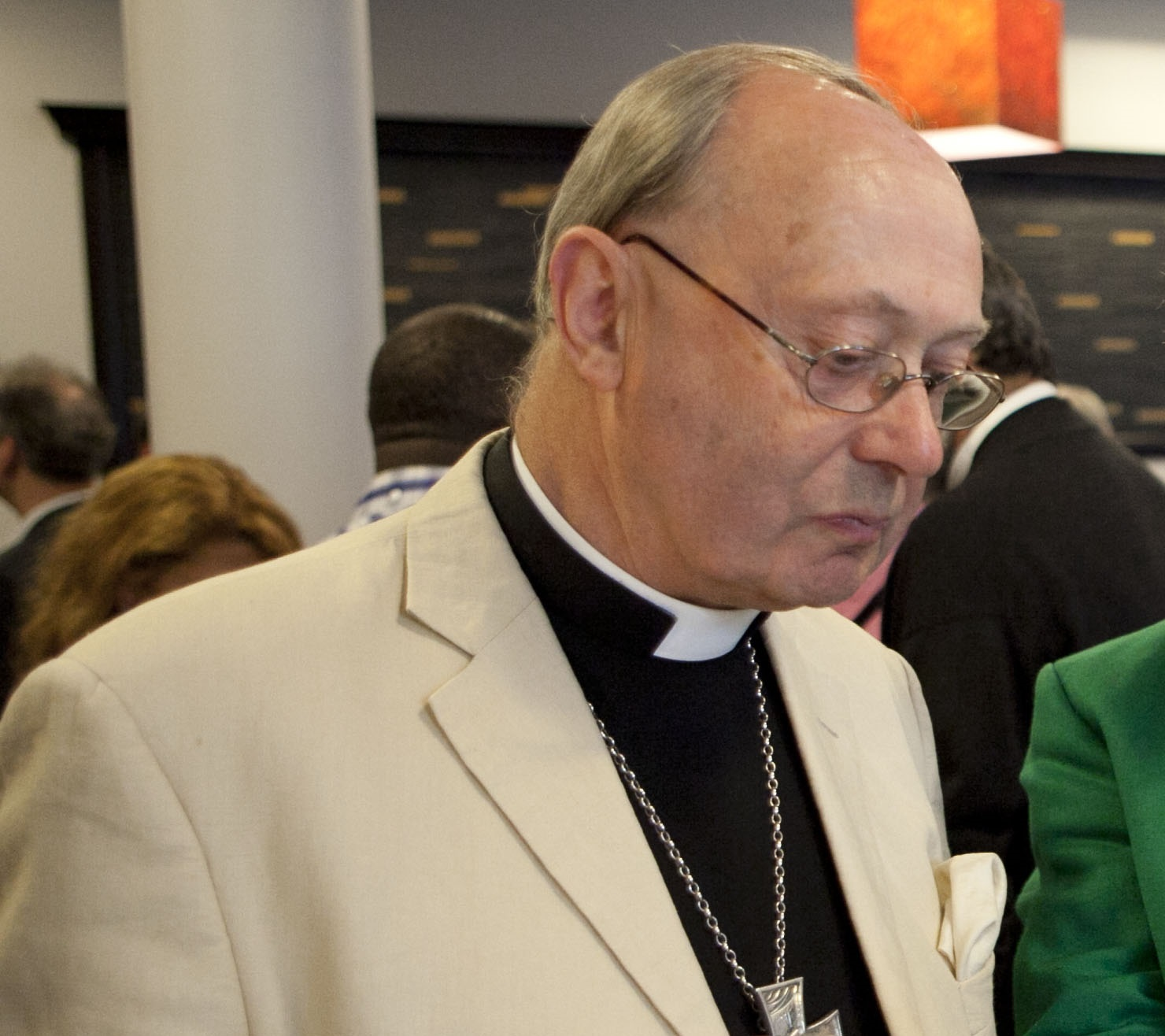
Christopher Hill

Christopher John Hill KCVO (* 10. Oktober 1945) ist ein britischer anglikanischer Theologe. Er war von 2004 bis Ende September 2013 Bischof der Diözese Guildford in der Church of England.

## Leben
Hill besuchte das King’s College der University of London. Im Fach Theologie absolvierte er einen Bachelor of Divinity (BD) und einen Master of Theology (MTh). Außerdem erwarb er das Associateship of King’s College-Degree (AKC).
1969 wurde er zum Diakon geweiht, 1970 folgte die Weihe zum Priester. Von 1969 bis 1973 war er Hilfsvikar (Assistant Curate) an der Pfarre St. Michael the Archangel in Tividale in der Diözese Lichfield. Von 1973 bis 1974 folgte eine Stelle als Vikar (Curate) an der St Nicholas Church in Codsall. Von 1974 bis 1981 war er anschließend Hilfskaplan des Erzbischofs von Canterbury für Auswärtige Angelegenheiten (Archbishop of Canterbury’s Assistant Chaplain for Foreign Relations). Von 1981 bis 1989 war er als persönlicher Sekretär von Robert Runcie, dem damaligen Erzbischof von Canterbury, zuständig für Fragen der Ökumene (Archbishop of Canterbury’s Secretary for Ecumenical Affairs). Gleichzeitig war er von 1982 bis 1989 als Honorarkanoniker (Honorary Canon) an der Kathedrale von Canterbury tätig. Von 1987 bis 1989 war er außerdem Kaplan von Elisabeth II. 1989 wurde er Residenzkanoniker (Residentiary Canon) und Präzentor (Precentor) an der St Paul’s Cathedral in London. Diese Ämter hatte er bis 1996 inne.
Ab 1996 war er als „Bischof von Stafford“ Suffraganbischof in der Diözese Lichfield der Church of England. 2004 wurde er als Nachfolger von John Gladwin zum Bischof von Guildford ernannt. Ende September 2013 ging er in den Ruhestand. Sein Nachfolger als Bischof von Guildford wurde im September 2014 Andrew Watson.
Hill übte mehrere kirchliche Aufgaben und Ehrenämter aus. Seit 1991 war er Mitglied der Legal Advisory Commission der Generalsynode der Church of England. Er war von 1998 bis 2007 Mitglied der Faith and Order Advisory Group der Church of England, von 1998 bis 2007 war er deren Vizepräsident. Seit 1999 war Hill Mitglied des House of Bishops und Mitglied der Generalsynode der Church of England. Seit 2006 gehörte er in der Generalsynode der Group on Women Bishops an. Von 2003 bis 2006 war Hill Mitglied der Liturgie-Kommission der Church of England (Liturgical Commission). Seit 2003 ist er Mitglied der innerkirchlichen Disziplinar-Kommission (Clergy Discipline Commission).
Ein besonderes Ehrenamt hatte Hill im Königlichen Haushalt (Royal Household) des Vereinigten Königreichs. Von 2005 bis 2014 war er Clerk of the Closet im Ecclesiastical Household der Königin von England.
Für diese Aufgabe erhielt er am 12. November 2014 die Ritterwürde eines Kommandeur des Royal Victorian Order (KCVO).

## Mitgliedschaft im House of Lords
Hill gehörte seit 18. März 2010 als Geistlicher Lord dem House of Lords an. Er wurde im House of Lords Nachfolger von Thomas Frederick Butler, dem Bischof von Southwark. Am 27. Mai 2010 wurde er im House of Lords offiziell in sein Amt eingeführt. Ende September 2013 schied er mit seinem Ruhestand als Bischof von Guildford offiziell aus dem House of Lords aus.

## Wirken in der Öffentlichkeit
Schwerpunkte von Hills Kirchentätigkeit sind Interreligiöser Dialog, Fragen der Ökumene und die Beziehungen der Church of England zu anderen Konfessions- und Religionsgemeinschaften.
Von 1974 bis 1982 und nochmals von 1983 bis 1989 war er Sekretär der Anglican-Roman Catholic International Commission. Von 1981 bis 1982 war er Sekretär der Anglican-Lutheran European Commission. Von 1985 bis 1988 war er Teilnehmer an den sog. Meißen-Gesprächen, welche die Beziehungen zwischen der Church of England und den deutschen protestantischen Kirchen verfestigten sollten. Von 1989 bis 1992 war er Sekretär der Anglo-Nordic/Baltic Commission der Church of England, aus der die Porvoo-Gemeinschaft zwischen den anglikanischen Kirchen der Britischen Inseln und den lutherischen Kirchen der nordischen Länder und des Baltikums hervorging. Von 1991 bis 1996 war er als Vertreter der anglikanischen Kirchen stellvertretender Vorsitzender der London Society for Jews and Christians. 1999 war er stellvertretender Vorsitzender der Meißen-Konferenz. Er setzte sich insbesondere für die Erklärung von Meißen ein.
Seit 2008 war er Vorsitzender des Council for Christian Unity der Church of England. Außerdem war er Mitglied des Präsidiums der Konferenz Europäischer Kirchen und von 2013 bis 2018 deren Präsident.

## Privates
Hill ist verheiratet und Vater von vier erwachsenen Kindern. Zu seinen Freizeitaktivitäten und Hobbys zählt Hill sein Interesse für Industriearchäologie, besonders für Eisenbahnen und Schifffahrtswege, das Hören von klassischer Musik und Opern bei BBC Radio 3 und das Lesen von Kriminalromanen. Sein persönliches Interesse gilt auch der italienischen Küche und dem Sammeln von erlesenem Wein.